# Artiom Sedov
Artiom Sedov (en russe : Артём Седов), né le 26 mars 1984, est un escrimeur russe pratiquant le fleuret.
En mai 2013, son meilleur résultat est une médaille de bronze aux championnats du monde d'escrime 2009 à Antalya en Turquie. Il a atteint son meilleur classement FIE en 2008-2009 avec une 10e place. Il a remporté le Löwe von Bonn 2012, une épreuve de la coupe du monde d'escrime.

## Palmarès
- Championnats du monde d'escrime
  -  Médaille de bronze aux championnats du monde d'escrime 2009 de Antalya
  -  Médaille de bronze de fleuret par équipes en 2009 à Antalya
- Coupe du monde d'escrime
  -  première place : Bonn 2012
  -  deuxième place : La Havane 2009
  -  troisième place : Espinho 2008, Saint-Pétersbourg 2009, Venise 2010, Espinho 2010, Séoul 2011

## Liens
- Ressources relatives au sport :   - Confédération européenne d'escrime
  - Fédération internationale d'escrime
  - Fédération russe d'escrime
  - LesSports
- Statistiques sur nahouw.net